# Nemšová
Nemšová (ungarisch Nemsó – bis 1902 Nemsova) ist eine Stadt in der Slowakei. Sie liegt zwölf Kilometer nordwestlich von Trenčín an der Einmündung der Vlára in die Waag.
Der Ort wurde 1242 zum ersten Mal schriftlich erwähnt.
Die Gemeinde besteht aus den Gemeindeteilen:
- Kľúčové (1985 eingemeindet)
- Ľuborča (1976 eingemeindet)
- Nemšová (Stadt)
- Trenčianska Závada (1985 eingemeindet)

## Siehe auch

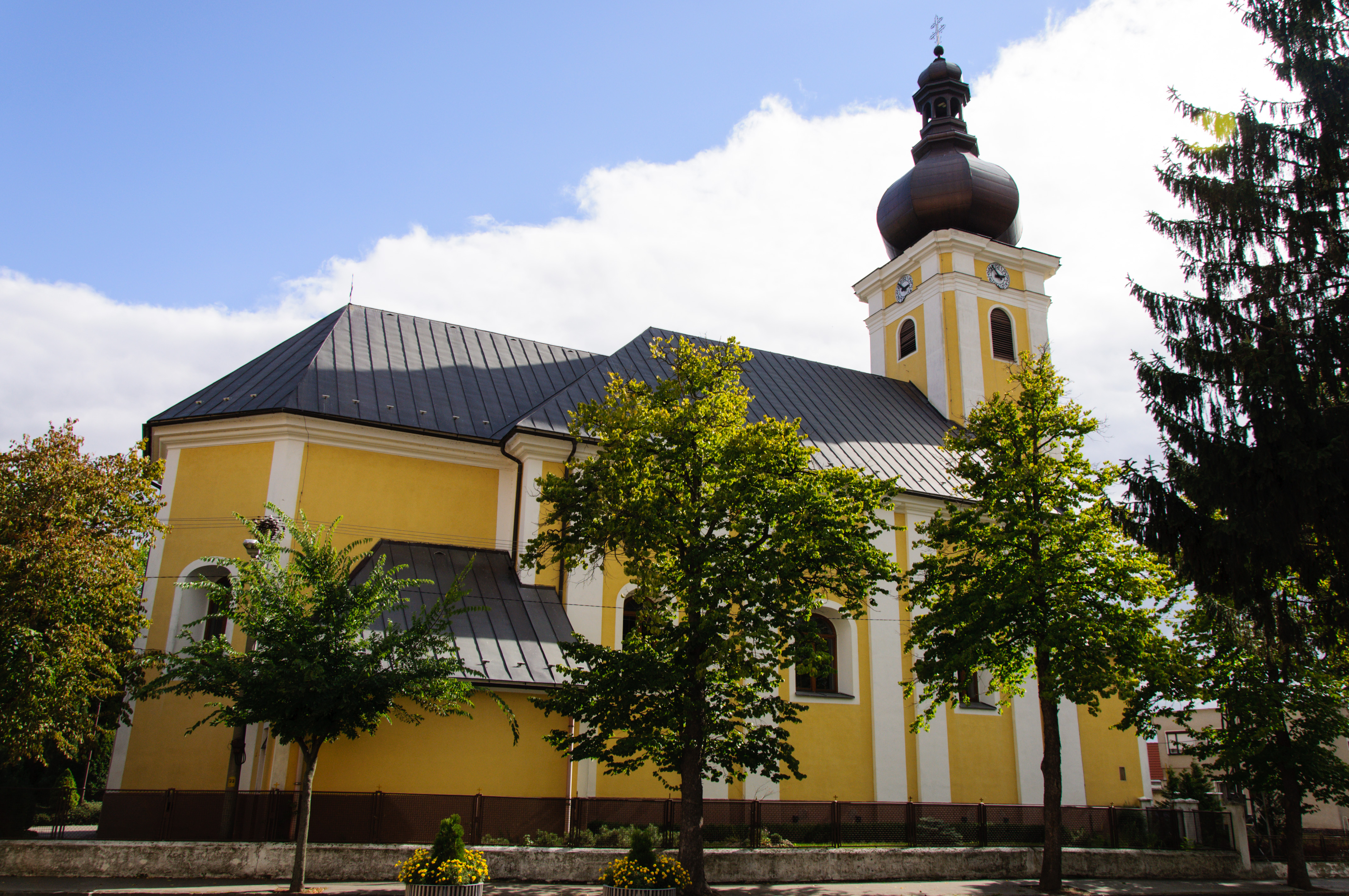

## Bevölkerung
| Jahr:                | 1994. | 2004.   | 2014.   | 2024.   |
| -------------------- | ----- | ------- | ------- | ------- |
| Anzahl der Personen: | 6087  | 6220    | 6274    | 6172    |
| Unterschied:         |       | +2,18 % | +0,86 % | -1,62 % |

| Jahr:                | 2023. | 2024.   |
| -------------------- | ----- | ------- |
| Anzahl der Personen: | 6240  | 6172    |
| Unterschied:         |       | -1,08 % |